# 865
Cette page concerne l'année 865  du calendrier julien.
L'année 865 est une année commune qui commence un lundi.

## Événements
- 19 février : entrevue de Charles le Chauve et de Louis le Germanique à Tusey[1].
- Février : les Vikings de Baret remontent la Loire jusqu'à l'abbaye de Saint-Benoit qui est incendiée ; Ils brûlent Orléans au retour[1].
- 22 avril : Pâques. Louis le Germanique partage ses États entre ses trois fils révoltés à Francfort. Carloman devient roi de Bavière avec la suzeraineté sur la Bohême et la Moravie. Louis le Jeune obtient la Franconie, la Thuringe et la Saxe, puis se révolte de nouveau quelques mois plus tard contre son père pour accroitre son pouvoir. Charles reçoit l'Alémanie (Souabe et Rhétie)[2].
- Mai : après le plaid général de Ver, Charles le Chauve envoie son fils Charles l'Enfant régner à Bourges comme roi en Aquitaine à la demande des Grands et des évêques[1].
- Août : les Vikings de la Loire incendient Poitiers ; à leur retour sur la Loire, ils sont battus par Robert le Fort[1].
- 22 août : le marquisat de Gothie est divisé à l’assemblée de Servais : la Septimanie au nord, du bas Rhône aux Corbières ou aux Pyrénées qui garde le nom de Gothie jusqu’au XIe siècle ; au sud la marche d'Espagne qui prend le nom de Catalogne (Gothalania)[3]

- Avant septembre : conversion de Boris Ier et des Bulgares au christianisme byzantin[4]. Fondation de l'Église bulgare qui adopte la liturgie inventée par Cyrille et Méthode. Le tsar Boris Ier de Bulgarie a accepté le baptême (entre 864 et 866) à la suite d'une intervention militaire byzantine qui l'a conduit à renoncer à son alliance franque (863). Boris prend le nom de Michel et envoie son fils Siméon recevoir l’éducation constantinopolitaine. L’aristocratie des boyards se révolte, révolte qui est réprimée dans le sang avec l'exécution de 52 boyards et leurs familles.
  - Le patriarche Photios Ier envoie une lettre pour expliquer à Boris la doctrine de l'Église orthodoxe. Boris réclame l’indépendance de l’Église bulgare et devant le refus de Photios se tourne vers Louis le Germanique et le pape Nicolas Ier au printemps 866[5].
- 20 octobre : les Vikings de la Seine s'emparent pour la première fois de l'abbaye de Saint-Denis et y restent 20 jours[1].
- Octobre :
  - À la suite d'une intrigue de cour, Charles le Chauve donne la  Neustrie à son fils Louis le Bègue. Robert le Fort, marquis de Neustrie reçoit des compensations en Bourgogne (comtés d'Auxerre et de Nevers). Louis montre une telle incompétence dans la lutte contre les Vikings que Charles le Chauve rappellera Robert pour le remplacer[1].
  - Les Vikings de Charente, commandés par le chef Siegfried, sont écrasés par les Aquitains. Ils perdent 400 hommes et quittent le pays[1].
  - Entrevue de Cologne : Charles le Chauve réconcilie son frère Louis le Germanique avec son fils Louis le Jeune[6].
- 29 novembre : Le Mans est attaquée par les Vikings du chef Hasting. Rorgon II du Maine est tué mais les Normands éprouvent de lourdes pertes et doivent se rembarquer[7].
- Automne : une importante troupe danoise (la « Grande Armée »), commandée par trois fils de Ragnar Lodbrok, Ívarr Beinlauss, Ubbi et Hálfdan, débarque en Est-Anglie vers la fin de l'année et y prend ses quartiers d'hiver. Elle obtient un tribut contre la promesse de quitter le royaume, le premier payé par les Anglais aux Vikings[8]. C'est le début d'une nouvelle vague d'incursions danoises en Angleterre, combattue par Æthelred, roi du Wessex. Les Danois conquièrent peu à peu l'Angleterre à partir de Londres et de la Tamise.
- 16 décembre : Unroch III de Frioul devient marquis de Frioul (Italie) à la mort de son père Evrard (Unrochides)[9].

- Début du règne d'Æthelred, roi du Wessex (fin en 871)[10].
- Les Vikings ravagent le Nivernais[11] (abbaye de Saint-Laurent), le Donziois et l’Auxerrois.
- Les évêques Francs de Passau et de Ratisbonne en appellent au pape Nicolas Ier, qui convoque Cyrille et Méthode à Rome[12].